# 마누엘 카라스코 포르미게라

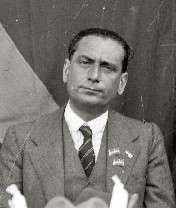
1933년 카라스코

마누엘 카라스코 이 포르미게라(카탈루냐어: Manuel Carrasco i Formiguera, 1890년 4월 3일 ~ 1938년 4월 9일)는 스페인의 변호사이자 기독교 민주주의적 카탈루냐 민족주의 정치인이었다. 프란시스코 프랑코의 명령에 따른 그의 처형은 조셉 아조르주와 같은 가톨릭 언론인들의 항의를 불러일으켰다. 아조르주는 국제 가톨릭 언론인 연맹의 회장으로, "앙기앵 공작의 죽음이 나폴레옹의 명성에 오점을 남긴 것보다 카라스코의 죽음이 프랑코의 명성에 더 큰 오점을 남겼다"라고 썼다. 이러한 항의는 프랑코 지지 언론의 분노를 불러일으켰다. 1938년 4월 27일 파리에서 열린 그의 장례식에는 호안 미로, 오소리오 이 가야르도, 조제프 M. 데 사가라, 조아킴 벤탈료, 자크 마리탱과 그의 아내 라이사 등 많은 저명인사들이 참석했다.

## 어린 시절
카라스코는 바르셀로나에서 태어났다. 1912년, 마드리드 콤플루텐세 대학교 법과대학에서 법학 박사 과정을 공부하던 중, 1909년 앙헬 아얄라가 설립한 '전국 가톨릭 청년 선전가 협회'에 가입했다. '리가 레지오날리스타'의 '청년 민족주의' 단체 회원으로서 그는 1920년 리가의 명부에 무소속으로 출마하여 바르셀로나 시의회 의원으로 선출되었다. 1922년 '악시오 카탈라나'의 창립에 참여했고, 그 해에 민족주의 주간지 《레스테벳》을 창간했다. 카라스코의 민족주의로 인해 여러 차례 재판에 회부되었고, 《레스테벳》에 실린 풍자 만화가 스페인군의 모로코 보호령에서의 행위를 비판한 것으로 인해 6개월의 징역형을 선고받았다. 그는 법적으로 조건부 석방 자격이 있었고, 형량도 가벼웠으며 초범이었지만, 미구엘 프리모 데 리베라 2세 에스텔라 후작의 독재 정권이 들어서면서 부르고스에서 가장 가혹한 조건 하에 복역하게 되었다. 카라스코는 강한 민족주의로 유명했지만, 동시에 모든 형태의 폭력을 거부하고 법의 진행을 신뢰했다는 점에서 그와 같은 목표를 가졌지만 무장 투쟁을 준비했던 '에스타트 카탈라'의 창립자 프란세스크 마시아와 같은 이들과는 구별되었다.

## 스페인 제2공화국
1930년, 카라스코는 '악시오 카탈라나'를 대표하여 산세바스티안 협약에 서명했다. 1931년 공화국이 선포된 후, 프란세스크 마시아가 이끄는 '제네랄리타트'의 첫 정부에서 보건복지부 장관으로 임명되었다. 몇 달 후인 1931년 6월 28일, 악시오 카탈라나의 명부로 지로나 지역 공화국 제헌의회 의원으로 선출되었고, 그곳에서 누리아 규약의 온전성과 종교의 자유(가톨릭 교회와 종교 단체 및 수도회를 강력히 지지)를 옹호했다. 예수회 학교가 부자들의 자녀들만 교육한다는 말이 나왔을 때, 카라스코는 자신의 아버지가 돌아가시고 가족이 가난해졌을 때도 예수회 학교의 장학금 덕분에 바치예라토(중등 교육)를 받을 수 있었다고 대답했다. 1932년 그는 가톨릭 분파의 다른 구성원들과 함께 '악시오 카탈라나'에서 축출되어 얼마 전에 창설된 카탈루냐 민주 연합(Unió Democrática de Catalunya)에 가입했다. 그는 곧 주요 당 지도자 중 한 명으로 부상하여 1933년 통치위원회에 올랐다.

## 스페인 내전
1936년 스페인 내전이 시작되었을 때, 카라스코는 공화국에 충성을 다했다. 그의 중재로 많은 사람들이 박해를 피해 목숨을 구할 수 있었다. 이러한 행위로 인해 그는 언론인들의 고발 대상이 되었고 공화국 측 카탈루냐의 일부 아나키스트와 공산주의자들에게 괴롭힘을 당했다. 1936년 12월까지 카탈루냐 재무부에서 일했지만, 12월 17일 아나키스트 신문 《솔리다리다드 오브레라》(Solidaridad Obrera)가 그를 고발하는 기사를 실었다. 이러한 상황으로 인해 바스크주로 이주해야 했고, 그곳에서 호세 안토니오 아기레 대통령 정부와 협력했다. 빌바오에서의 첫 임무를 마치고 바르셀로나로 돌아왔을 때, 카라스코는 여전히 그의 목숨을 노리는 이들이 있다는 것을 알게 되었다. 그는 다시 떠나기로 결정하고 카탈루냐 제네랄리타트의 대표로 에우스카디 정부와 함께 가족들과 바욘에서 빌바오행 갈다메스호(Galdames)에 승선했다. 카라스코는 교회를 보호하고 종교 박해를 피할 수 있었던 바스크인들을 존경했다.
그러나 그가 탄 화물선은 프랑코 측 순양함 카나리아스호에 의해 마치차코곶 전투에서 나포되었고, 카라스코는 파사헤스로 끌려갔다. 그곳에서 그의 가족은 흩어졌다. 두 큰 딸 누리아와 메르세는 산세바스티안에 투옥되었고, 세 어린 자녀 라몬, 조셉, 네우스는 같은 도시의 산호세 보육원에 갇혔다. 그곳에서 수녀들은 이들이 '붉은 군'의 자녀라는 이유로 성체 성사를 금지했다. 카라스코와 아내 필라르 아제마르 데 카라스코, 생후 몇 개월밖에 되지 않은 로사 마리아는 부르고스로 끌려갔다. 1937년 8월 중순, 국제 적십자의 중재로 카라스코 이 포르미게라의 가족들은 부르고스 유기사단의 사령관이자 총사령관인 로페스핀토 베리소 장군의 가족과 교환되어 파리로 이주할 수 있었다. 카라스코는 부르고스 지방 교도소로 이송되어 1937년 8월 28일 약식 재판에서 "반란 가담" 죄로 사형 선고를 받았다. 여기서 '반란'은 프랑코에 대한 반란을 의미했다.
프란시스코 비달 이 바라케르 추기경은 중재를 요청했고 1937년 11월 10일 파첼리 추기경에게 카라스코가 "신실한 가톨릭 신자"이며 "항상 교회의 권리를 옹호했다"고 선언하는 편지를 썼다. 파첼리는 카라스코가 체포된 직후인 1937년 3월 15일과 10월 30일에 청원을 했다고 답변했다. 사형 선고를 감형하거나 카라스코를 포로 교환에 포함시키려는 모든 시도는 실패했다. 프랑코는 카라스코를 구하는 대가로 터무니없이 높은 조건을 제시했다. 4월 5일 브뤼셀의 공화국 대사에게 전달된 제안에는 카라스코를 "우리 장교 10명 또는 이름 없는 20명과 교환할 것"이라고 언급되었다. 반면 "공화국 정부는 그를 구하고 싶어 했지만, 근본적으로 그를 공화국의 반대파로 보았다."

## 죽음

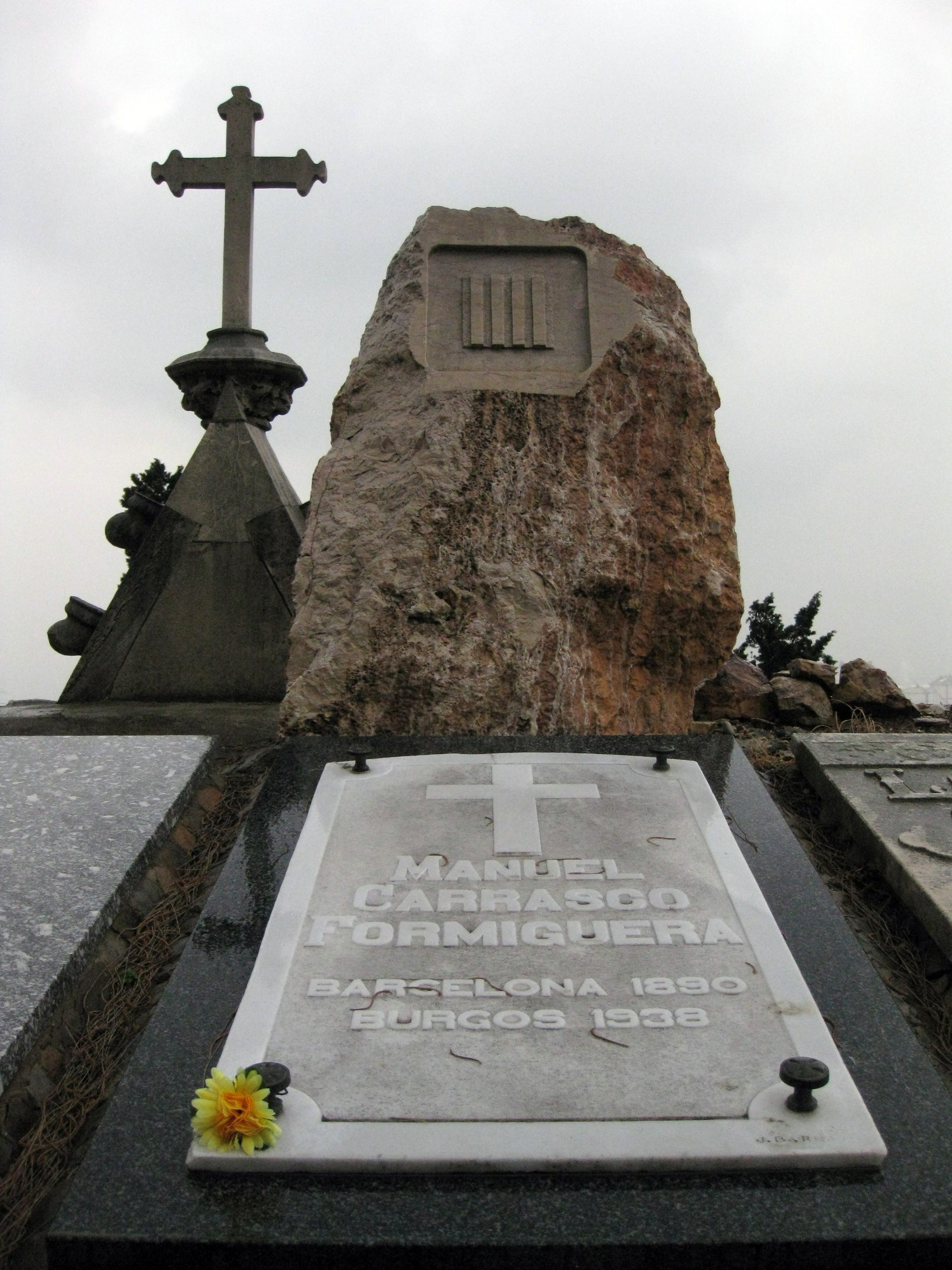
마누엘 카라스코 포르미게라의 묘는 몬주이크 묘지에 있다.

사형 집행은 8개월 동안 지연되었다가 1938년 4월 9일 부르고스에서 집행되었다. 바티칸의 노력에도 불구하고 이는 실행되었다. 프랑코가 '엔테라도'(승인을 인증하는 서명)에 서명한 후, 공식 통보는 해질 무렵까지 지연되었는데, 아마도 마지막 사면 요청의 여지를 남기지 않기 위해서였을 것이다. 카라스코의 마지막 시간을 함께한 이는 이그나시오 로마나 신부였다. 그는 유아 학교 시절부터 카스페 거리의 예수회 학교에서 중등 교육을 받을 때, 그리고 그 후 바르셀로나 대학교 법과대학에서 함께 공부한 절친한 친구였다. 예수회 신부인 로마나는 카라스코에게 카탈루냐주의를 포기하고 프랑코에 동조하여 목숨을 구하라고 촉구했지만, 카라스코는 이를 거부했다. 그는 두 통의 편지를 썼는데, 하나는 아내 필라르에게, 다른 하나는 카탈루냐 제네랄리타트의 류이스 쿰파니스 의장에게 보내는 것으로, 자신의 처형이 보복의 구실이 되지 않기를 요청하는 내용이었다. 카라스코는 또한 자신의 일기가 아내에게 전달되기를 요청했다. 집행 법원의 아라나스 부위는 편지와 일기를 모두 그의 아내에게 보내겠다고 약속했다. 하지만 그는 이를 이행하지 않았다.
로마나 신부와 카라스코가 교도소 밖의 도랑에 도착했을 때, 선택된 장소는 오발된 총알이 무해하도록 움푹 파인 형태였다. 카라스코는 사형 집행 장소로 걸어가며 한 손에는 임종 시 대사를 받을 수 있는 십자고상을, 다른 손에는 막내딸 로사 마리아의 털신을 들고 있었다. 마지막 위치에 서자마자 그는 작은 신발을 이그나시오 신부에게 주었고 서로 포옹했다. 눈가리개를 거부한 카라스코는 이렇게 선언했다. "내 평생의 좌우명이자 내 마음속에 간직해온 것을, 이 초월적인 순간에 큰 소리로 외치고 싶습니다. '자유 카탈루냐 만세!'". 그는 장교가 "발사!"를 외치자 "예수여, 예수여!"라고 덧붙일 시간이 있었다. 그는 뒤로 쓰러졌고, 머리에 총을 맞았다. 추가 총격은 필요하지 않았다.
여러 저자들에 따르면, 카라스코의 처형은 프랑코가 직접 명령한 것으로, 바티칸을 포함한 여러 외국 정부의 항의에 대한 대응이었다. 이 항의는 프랑코의 민간인 목표물에 대한 공습, 특히 1938년 3월 17일부터 20일까지 있었던 바르셀로나에 대한 이탈리아의 공습에 대한 것이었다. 이는 3월 24일 《로세르바토레 로마노》에 게재된 비공식 성명을 통해 바티칸이 공개적으로 규탄한 바 있다.
2005년 9월 25일, 스페인 하원은 통합과 연합당의 제안에 따라 카라스코에게 행해졌던 군사 재판을 무효화하기로 합의했다.

## 서지
- Julía, Santos; Casanova, Julián; Solé i Sabaté, Josep Maria; Villarroya, Juan; Moreno, Francisco. Víctimas de la guerra civil. Editorial Temas de Hoy. Madrid. 2006. ISBN 84-8460-476-4
- Preston, Paul. El holocausto español. Odio y exterminio en la guerra civil y despues. Debate. Barcelona. 2011. ISBN 978-84-8306-852-6